# Cauco
Cauco ([ˈkauko], toponimo italiano; in dialetto ticinese Cauch) è una frazione di 36 abitanti del comune svizzero di Calanca, nella regione Moesa (Canton Grigioni).

## Geografia fisica
Cauco è situato in Val Calanca, sulla sponda sinistra del torrente Calancasca; dista 27 km da Bellinzona e 118 km da Coira. Il punto più elevato del territorio è la cima del Torrone Alto (2 950 m s.l.m.), che segna il confine con Biasca e Rossa.

## Storia
Già comune autonomo istituito nel 1851 e che comprendeva anche le frazioni di Bodio, Lasciallo e Masciadone, si estendeva per 10,89 km²; il 1º gennaio 2015 è stato accorpato agli altri comuni soppressi di Arvigo, Braggio e Selma per formare il nuovo comune di Calanca.

## Monumenti e luoghi d'interesse
- Chiesa parrocchiale di Sant'Antonio abate, attestata dal 1497 e ampliata nel 1683[1];
- Chiesa di Sant'Anna in località Masciadone, eretta nel XVI secolo[senza fonte];
- Oratorio di Sant'Antonio di Padova in località Lasciallo, eretto nel 1620 circa[senza fonte];
- Ossario, risalente alla seconda metà del XVII secolo[senza fonte].

## Società

### Evoluzione demografica
L'evoluzione demografica è riportata nella seguente tabella:
Abitanti censiti

## Infrastrutture e trasporti
L'uscita autostradale più vicina è Roveredo, sulla A13/E43 (14 km), mentre la stazione ferroviaria di Grono, in disuso, dista 14 km.